# Мирибель (кантон)
Мирибе́ль (фр. Miribel) — кантон во Франции, находится в регионе Рона — Альпы, департамент Эн. Входит в состав округа Бурк-ан-Брес.
Код INSEE кантона — 0140. Всего в кантон Мирибель входят 5 коммун, из них главной коммуной является Мирибель.

## Коммуны кантона
| Коммуна           | Население, чел | Почтовый индекс | Код INSEE |
| ----------------- | -------------- | --------------- | --------- |
| Бено              | 3530           | 01700           | 01043     |
| Мирибель          | 8539           | 01700           | 01249     |
| Нерон             | 2157           | 01700           | 01275     |
| Сен-Морис-де-Бено | 4020           | 01700           | 01376     |
| Тиль              | 949            | 01120           | 01418     |

## Население
Население кантона на 1999 год составляло 19 195 человек.
| 1962  | 1968   | 1975   | 1982   | 1990   | 1999   | 2006 | 2007 |
| ----- | ------ | ------ | ------ | ------ | ------ | ---- | ---- |
| 8 969 | 11 505 | 12 957 | 15 184 | 16 784 | 19 195 | -    | -    |